# Les quatre cents coups
Les quatre cents coups (bra: Os Incompreendidos, por: Os Quatrocentos Golpes) é um filme francês de 1959, do gênero drama, dirigido por François Truffaut.
O título do filme refere-se a uma expressão popular, em francês (faire les quatre-cent coups), equivalente em português, a "fazer o diabo a quatro", ou seja, provocar desordem, cometer contravenções ou mesmo delitos.
A obra foi financiada com ajuda do sogro de Truffaut, que produziu uma história quase autobiográfica, inspirada em suas próprias experiências, entre o final da infância e o início da adolescência. Seu personagem principal,  Antoine Doinel (vivido por Jean-Pierre Léaud), é tido como alter ego do diretor, e Les 400 Coups será o primeiro de cinco filmes com o personagem, que reaparece em outras fases da vida, nos filmes L'amour à vingt ans (1962), Baisers volés (1968), Domicile conjugal (1970) e L'amour en fuite (1979).

## Sinopse
O filme narra a história de Antoine Doinel, um jovem parisiense de 14 anos, que se rebela contra o autoritarismo da escola e o desprezo de sua mãe e do padrasto (Gilberte e Julien Doinel). Rejeitado, Antoine passa a faltar às aulas para frequentar cinemas ou brincar com os amigos, principalmente René. Com o passar do tempo, o rapaz vivenciará algumas descobertas e cometerá pequenos delitos, em busca de atenção, até ser aprisionado em um [[reformatório, levado pelos próprios pais.

## Elenco
- Jean-Pierre Léaud .... Antoine Doinel
- Claire Maurier .... Gilberte Doinel, mãe de Antoine
- Albert Rémy .... Julien Doinel, padrasto de Antoine
- Patrick Auffay .... René
- Georges Flamant .... senhor Bigey
- Yvonne Claudie .... senhora Bigey
- Robert Beauvais .... o diretor da escola
- Guy Decomble .... Petite Feuille, o professor de francês
- Pierre Repp .... o professor de inglês

## Principais prêmios e indicações
Festival de Cannes (1959)
- Vencedor do prêmio de melhor direção
- Indicado na categoria melhor filme (Palma de Ouro)

Oscar (1960)
- Indicado na categoria melhor roteiro

BAFTA (1961)
- Indicado na categoria melhor filme
- Indicado na categoria ator revelação (Jean-Pierre Léaud)